# Bost et Bim
Bost et Bim, typographié Bost & Bim, est un musicien français de reggae et dancehall. À l'origine un duo composé de Matthieu Bost et Jérémie « Bim » Dessus, le duo se dissout à la mort de Jérémie, Matthieu continuant de composer seul sous le nom de Bost et Bim.
En tant que duo, ils travaillaient avec de nombreux artistes reggae jamaïcains et européens comme Capleton, Morgan Heritage, Sizzla, Gentleman ou Admiral T. Bim est le fils de l'économiste et ingénieur Benjamin Dessus. 

## Histoire
Ils commencent au début des années 1990, respectivement comme saxophoniste et guitariste dans plusieurs groupes (21st Century Band, Homegrown Band), et ils continuent à jouer en tournée avec de nombreux artistes jamaïcains (Horace Andy, Winston Mac Anuff, Omar Perry, Kiddus I, ...) et européens (Taïro, Pierpoljak, Raggasonic, ...). En 1999, Bost et Bim s'établissent comme producteurs de disques, et poursuivent leurs travaux sur différents riddims (avec le label Special Delivery Music, et avec leur propre label The Bombist), et de nombreuses collaborations sur les albums d'autres artistes.
Ils collaborent entre autres, avec Brisa Roché et  Lone Ranger à la sortie de la chanson Jamaican Boy, une reprise reggae du morceau American Boy d'Estelle. Il est notamment joué en l'honneur d'Usain Bolt au Stade Olympique de Berlin, juste après son 100 m de la victoire lors des Championnats du Monde de 2009. En 2016, Morgan Heritage remporte le prix du « meilleur album reggae » aux Grammy Awards avec Strictly Roots où les deux pistes (Rise and Fall et Wanna Be Loved) sont écrits par Bost & Bim. 
Jérémie « Bim » Dessus décède en 2016 à l'âge de 41 ans. Après le décès, Bost continue de sortir des albums sous le nom Bost et Bim. 

## Discographie
- 2005 : Yankees a Yard
- 2007 : Yankees a Yard 2
- 2009 : The Bombing
- 2010 : The Bombing (Vol. 2)
- 2010 : Yankees a Yard 3
- 2011 : The Bombing (Vol. 3)
- 2012 : Dub Monster
- 2014 : Ladies First (Special Blend)
- 2014 : The Bombing (Vol. 4)
- 2017 : Your Light (avec Brisa Roché)
- 2021 : Quelle vie

Chaque chanson est produite par Bost et Bim. La tétralogie The Bombing est composé de remixes reggae de chansons populaires, tel que Rude Boy de Rihanna, Message in a Bottle de The Police or P.I.M.P. de 50 Cent. 

## Tournées
Bost et Bim est également en tournée en tant que DJ en Europe.

## Classements
- Fairtilizer.com (« numéro 1 de tous les temps en reggae » : Brisa Roché/Lone Ranger Jamaican Boy)[8]
- Admiral T - Toucher l'horizon (numéro 9 le 20 mai 2006[9])
- Tunisiano - Le Regard des gens (France : no 11 Suisse : no 35, Belgique : no 24 (1er mars 2008)[10])
- Beatsource.com (Jamaican Boy dans le top 10 de tous les styles de musiques plusieurs mois)
- iTunes charts (Jamaican Boy dans le top 10 des morceaux reggae plusieurs mois)
- Juno.co.Royaume-Uni - (www.juno.co.uk plusieurs fois numéro 1 et meilleure vente de singles reggae (numéro 9, 17, 48, 64...)[11]
- Trendcharts.de - plusieurs fois numéro 1